# 內特河 (威悉河支流)
51°44′15″N 9°22′41.6″E / 51.73750°N 9.378222°E

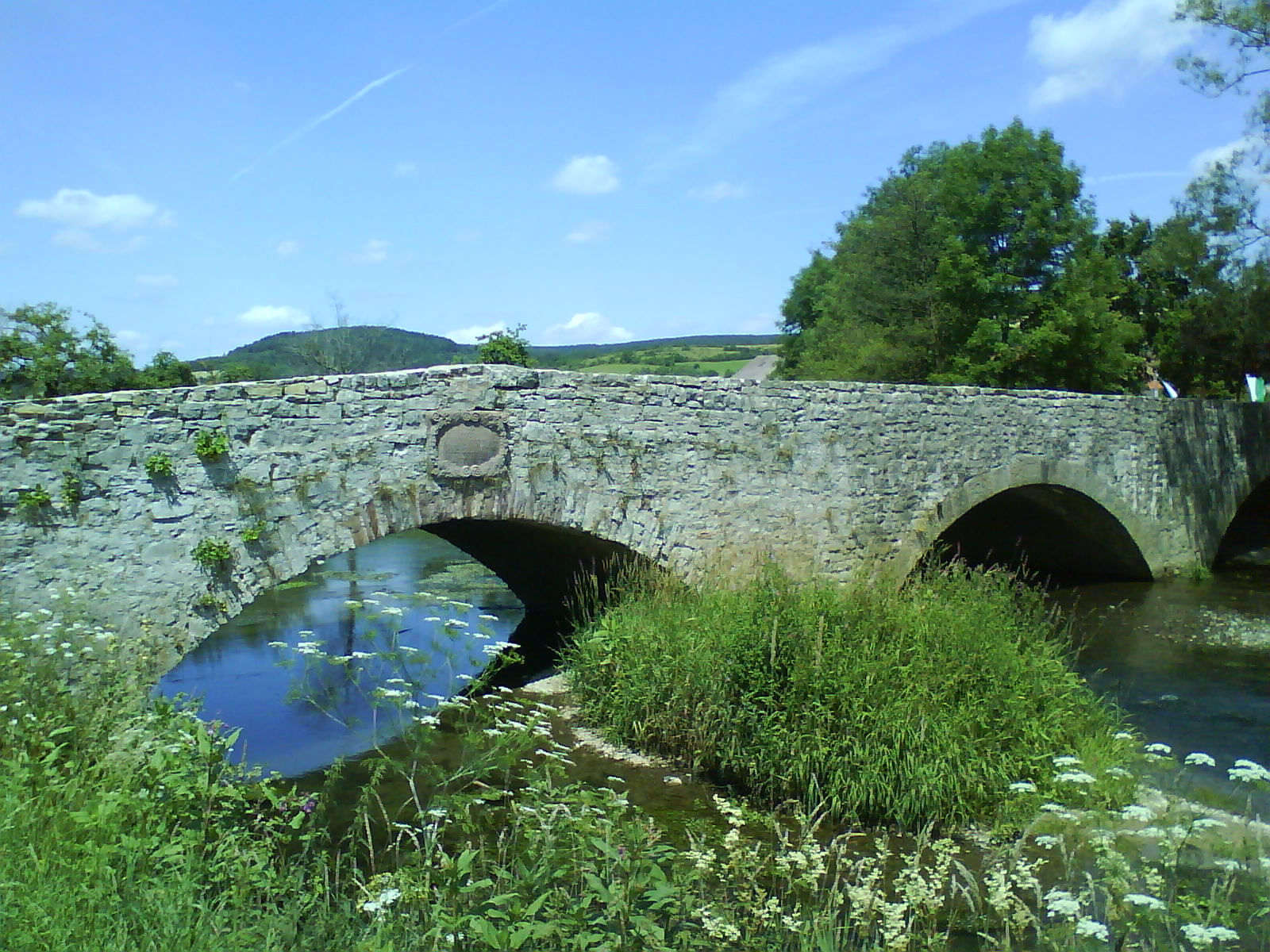

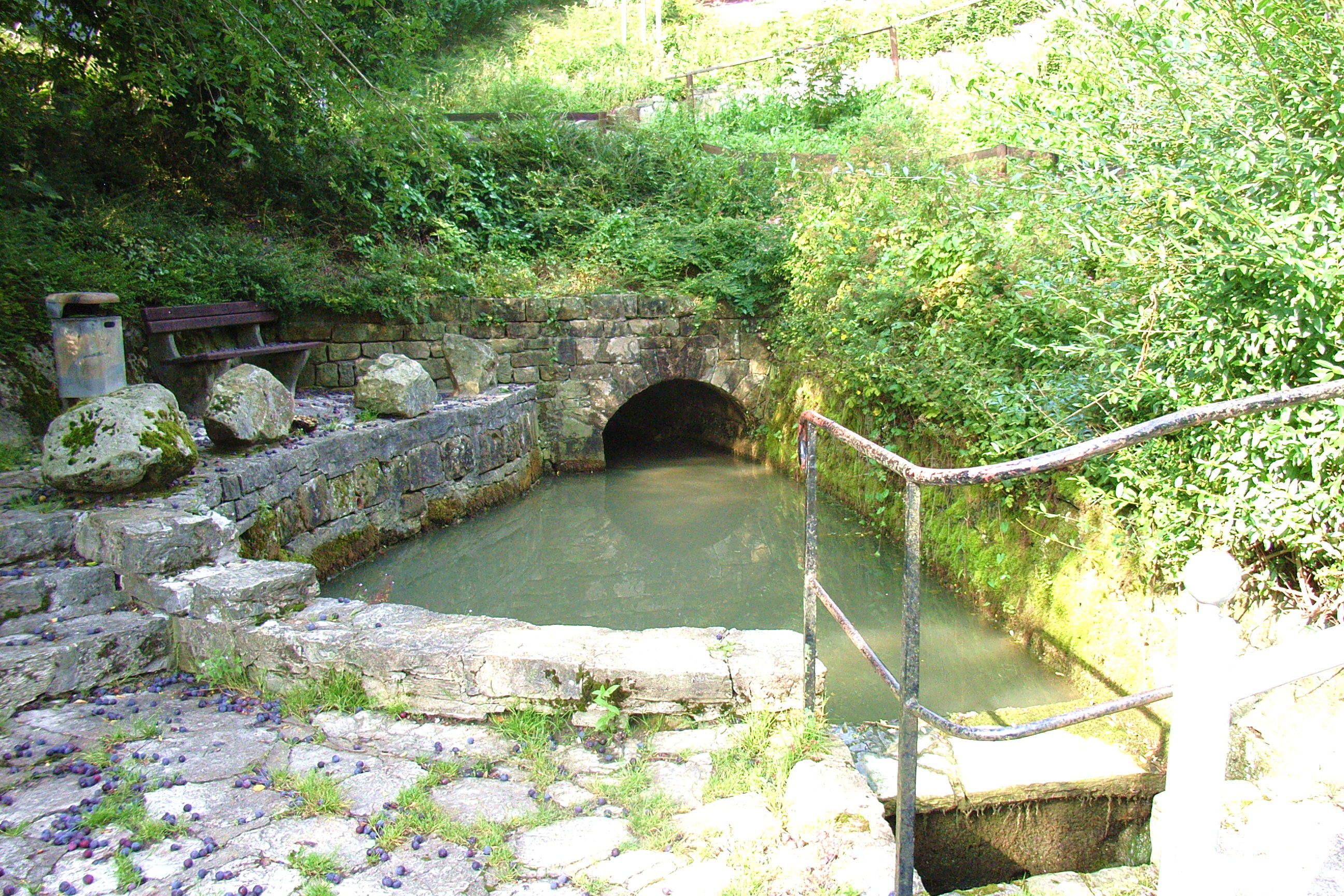

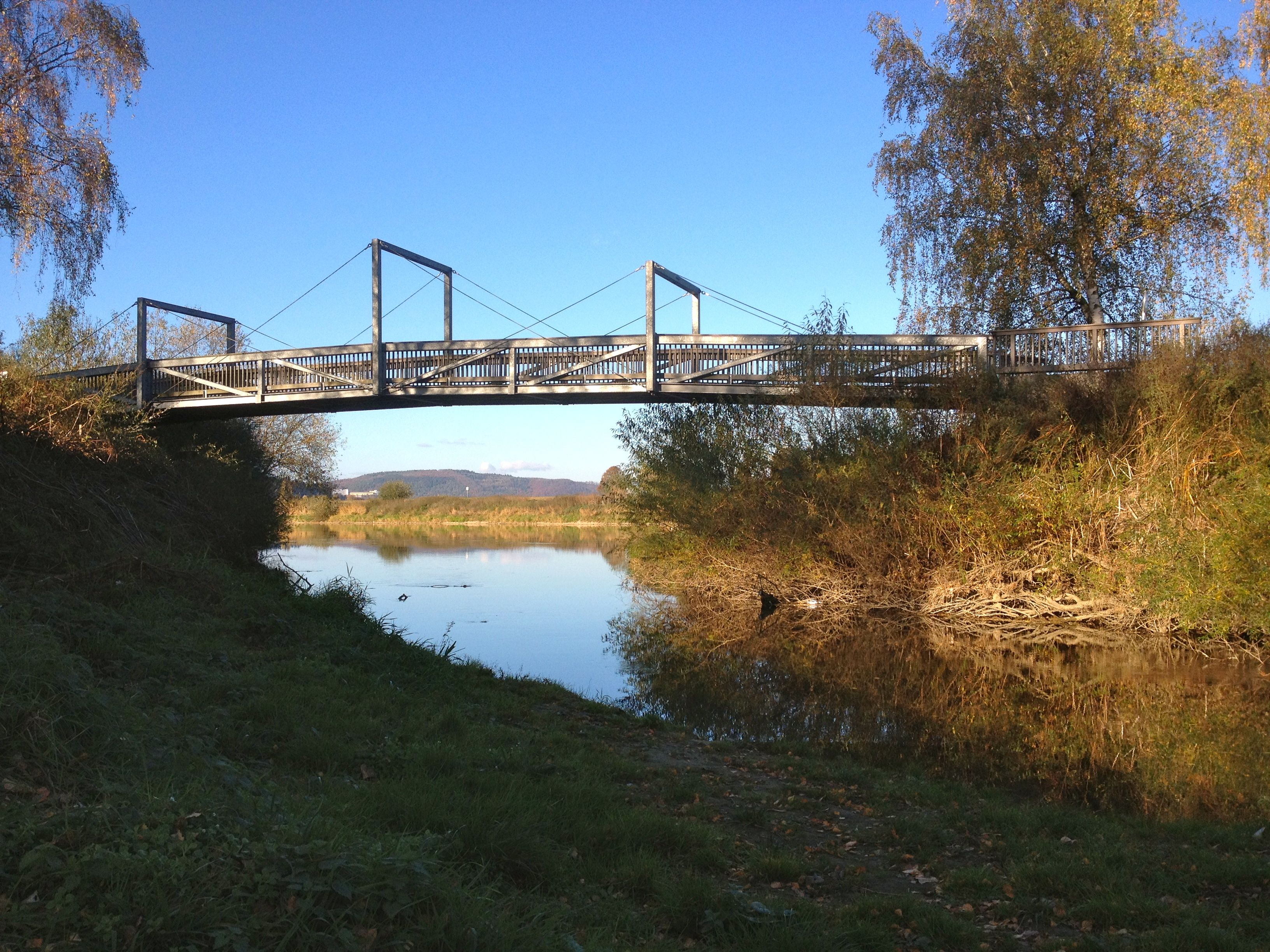

內特河（德語：Nethe），是德國的河流，位於該國西部，處於北萊茵-威斯特法倫州，屬於威悉河的左支流，河道全長50公里，流域面積460平方公里，發源自巴特德里堡。